# Carl Heinrich Biber
Carl Heinrich von Biber von Bibern fue un violinista y compositor austriaco del barroco tardío, nacido en Salzburgo, Austria, el 4 de septiembre de 1681 y fallecido el 19 de noviembre de 1749. 
Era el sexto hijo de Heinrich Ignaz Franz von Biber, y recibió su formación musical de su padre. Desde 1714 fue vice-Kappelmeister en la corte de Salzburgo. 
Fue supervisor de Leopold Mozart, padre de Amadeus y su trabajo consiste principalmente en misas y otras obras litúrgicas. Su obra, junto a la de compositores como Corelli, Vivaldi y Giuseppe Tartini en Italia o Telemann y Johann Sebastian Bach en Alemania, contribuyó a dar realce al violín, instrumento denostado antes del siglo XVII.